# زاتوایچی و قفسه سینه‌ای از طلا
زاتوئیچی و قفسه سینه‌ای از طلا (به ژاپنی: 座頭市千両首 Zatōichi senryō-kubi) فیلمی است که در سال ۱۹۶۴ اکران شد. از بازیگران آن می‌توان به شینتارو کاتسو و تومیسابورو واکایاما اشاره کرد.